# Wouter van Zandbrink
Wouter van Zandbrink (Stoutenburg, 15 september 1958) is een Nederlands politicus namens de Partij van de Arbeid.

## Opleiding
Van Zandbrink bezocht het Eemlandcollege in Amersfoort (vwo). Daarna studeerde hij zoötechniek aan de landbouwuniversiteit van Wageningen, waar hij in 1983 afstudeerde.

## Maatschappelijke loopbaan
Van Zandbrink trad na zijn studie in dienst van het ministerie van Landbouw, waar hij onder meer werkzaam was bij de Dienst Beheer Landbouwgronden en de Dienst Landelijk Gebied. Vanaf 2004 was hij directeur van de regio Zuid van het ministerie.
Na een korte periode (2006-2007) als gedeputeerde in de Zeeuwse provinciale politiek vestigde hij zich als zelfstandig interim-manager.

## Politieke loopbaan
Van Zandbrink werd op 29 september 2006 benoemd als lid van Gedeputeerde Staten van Zeeland voor de Partij van de Arbeid, in welke functie hij belast werd met de portefeuille kust en landelijk gebied. Bij de Provinciale Statenverkiezingen van 2007 werd hij gekozen als lid van Provinciale Staten van Zeeland, wat hij bleef tot het einde van de zittingsperiode in 2011.
Bij de Eerste Kamerverkiezingen van 2011 stond Van Zandbrink op de 18e plaats van de kandidatenlijst, wat niet voldoende was om rechtstreeks gekozen te worden. Na het overlijden van Willem Witteveen werd hij op 23 september 2014 als diens opvolger geïnstalleerd als lid van de Eerste Kamer.
Bij de Eerste Kamerverkiezingen van 2015 stond Van Zandbrink op de 11e plaats van de kandidatenlijst, wat niet voldoende was om rechtstreeks gekozen te worden. Op 13 februari 2018 werd hij beëdigd als lid van de Eerste Kamer, ter vervanging van de teruggetreden Marleen Barth.

## Persoonlijk
Van Zandbrink is gehuwd en heeft twee kinderen.
- Parlement.com: vjlrhku2b2wx